# Excelsior Rotterdam in het seizoen 2024/25 (vrouwen)
Het seizoen 2024/25 is het achtste jaar in het bestaan van het Rotterdamse vrouwenvoetbalelftal van Excelsior. De club komt uit in de Eredivisie en neemt ook deel aan het toernooi om de KNVB Beker.

## Selectie en technische staf

### Selectie
| Nr.             | Nat.               | Naam                   | Competitie  | Competitie  | Beker       | Beker       | Totaal      | Totaal      | Seizoen bij Excelsior | Vorige club      | Contract            |
| Nr.             | Nat.               | Naam                   | W           | Goal        | W           | Goal        | W           | Goal        | Seizoen bij Excelsior | Vorige club      | Contract            |
| Doelvrouwen     | Doelvrouwen        | Doelvrouwen            | Doelvrouwen | Doelvrouwen | Doelvrouwen | Doelvrouwen | Doelvrouwen | Doelvrouwen | Doelvrouwen           | Doelvrouwen      | Doelvrouwen         |
| --------------- | ------------------ | ---------------------- | ----------- | ----------- | ----------- | ----------- | ----------- | ----------- | --------------------- | ---------------- | ------------------- |
| 1               | Vlag van Nederland | Anouk van der Klooster | 22          | 0           | 1           | 0           | 23          | 0           | 1e                    | KAA Gent         | 30 juni 2025        |
| 20              | Vlag van Nederland | Jasmijn de Groot       | 0           | 0           | 0           | 0           | 0           | 0           | 1e                    | FC Utrecht       | Ontbonden           |
| 20              | Vlag van Nederland | Karlijn van der Meij   | 0           | 0           | 0           | 0           | 0           | 0           | 1e                    | Jeugd            | Contractloos        |
| 20              | Vlag van Nederland | Sophie Frankena        | 0           | 0           | 0           | 0           | 0           | 0           | 1e                    | FC Utrecht       | 30 juni 2025        |
| Verdedigsters   |                    |                        |             |             |             |             |             |             |                       |                  |                     |
| 2               | Vlag van Nederland | Lieke de With          | 21          | 0           | 1           | 0           | 22          | 0           | 3e                    | Jong PSV         | 30 juni 2026        |
| 3               | Vlag van Nederland | Mare Westerink         | 21          | 1           | 1           | 0           | 22          | 1           | 1e                    | Sparta Rotterdam | 30 juni 2025        |
| 4               | Vlag van Nederland | Yara Helderman         | 21          | 1           | 1           | 0           | 22          | 1           | 3e                    | Feyenoord        | 30 juni 2026        |
| 5               | Vlag van Nederland | Yentl van Goch         | 21          | 0           | 1           | 0           | 22          | 0           | 4e                    | Sparta Rotterdam | 30 juni 2025        |
| 18              | Vlag van Nederland | Manoah van Houwelingen | 2           | 0           | 0           | 0           | 2           | 0           | 1e                    | Jeugd            | 30 juni 2025        |
| 19              | Vlag van Nederland | Yasmine de Jong        | 9           | 0           | 0           | 0           | 9           | 0           | 2e                    | Jeugd            | 30 juni 2026        |
| 23              | Vlag van Nederland | Robine de Ridder       | 15          | 0           | 1           | 0           | 16          | 0           | 2e                    | Feyenoord        | 30 juni 2025        |
| 25              | Vlag van Nederland | Yaël Mollink           | 20          | 0           | 1           | 0           | 21          | 0           | 1e                    | AZ               | 30 juni 2025        |
| 47              | Vlag van Nederland | Marilyn van de Burgt   | 1           | 0           | 1           | 0           | 2           | 0           | 1e                    | Jeugd            | Contractloos        |
| Middenveldsters |                    |                        |             |             |             |             |             |             |                       |                  |                     |
| 6               | Vlag van Nederland | Lynn Groenewegen       | 9           | 2           | 0           | 0           | 9           | 2           | 3e                    | Jeugd            | Afgekocht           |
| 6               | Vlag van Tsjechië  | Albína Goretkiová      | 3           | 0           | 0           | 0           | 3           | 0           | 1e                    | Slavia Praag     | 30 juni 2025 (huur) |
| 8               | Vlag van Nederland | Veerle van Spijk       | 0           | 0           | 0           | 0           | 0           | 0           | 2e                    | Sparta Rotterdam | 30 juni 2026        |
| 10              | Vlag van Nederland | Katelyn Hendriks       | 18          | 0           | 1           | 1           | 19          | 1           | 4e                    | Jeugd            | 30 juni 2026        |
| 12              | Vlag van Nederland | Jikke de Raaff         | 1           | 0           | 0           | 0           | 1           | 0           | 2e                    | PSV              | 30 juni 2026        |
| 17              | Vlag van Nederland | Nikki Vrij             | 20          | 0           | 1           | 0           | 21          | 0           | 1e                    | Feyenoord        | 30 juni 2025        |
| 31              | Vlag van Turkije   | Yaren Öz               | 0           | 0           | 0           | 0           | 0           | 0           | 1e                    | Jeugd            | Contractloos        |
| Aanvalsters     |                    |                        |             |             |             |             |             |             |                       |                  |                     |
| 7               | Vlag van Nederland | Dana Breewel           | 20          | 1           | 1           | 0           | 21          | 1           | 3e                    | VV Alkmaar       | 30 juni 2025        |
| 9               | Vlag van Tunesië   | Sabrine Ellouzi        | 20          | 6           | 1           | 0           | 21          | 6           | 3e                    | Feyenoord        | 30 juni 2025        |
| 11              | Vlag van Nederland | Shi-Jona Martina       | 21          | 1           | 1           | 0           | 22          | 1           | 1e                    | Excelsior        | 30 juni 2026        |
| 16              | Vlag van Aruba     | Bonny Lammers          | 19          | 0           | 1           | 0           | 20          | 0           | 2e                    | Sparta Rotterdam | 30 juni 2025        |
| 22              | Vlag van Nederland | Chelsea Homan          | 22          | 2           | 1           | 0           | 23          | 2           | 2e                    | Jeugd            | 30 juni 2026        |
| 24              | Vlag van Nederland | Estelle Pereira        | 4           | 0           | 0           | 0           | 4           | 0           | 2e                    | Sparta Rotterdam | 30 juni 2025        |
| 29              | Vlag van Nederland | Dechamaily Lont        | 8           | 0           | 1           | 1           | 9           | 1           | 1e                    | Feyenoord        | 30 juni 2025 (huur) |
| 31              | Vlag van Nederland | Floor van der Eijk     | 9           | 0           | 0           | 0           | 9           | 0           | 1e                    | Jeugd            | Contractloos        |
| 43              | Vlag van Nederland | Lenthe Hardiek         | 5           | 0           | 0           | 0           | 5           | 0           | 1e                    | Jeugd            | 30 juni 2026        |
| Nr.             | Nat.               | Naam                   | W           | Goal        | W           | Goal        | W           | Goal        | Seizoen bij Excelsior | Vorige club      | Contract            |
| Nr.             | Nat.               | Naam                   | Competitie  | Competitie  | Beker       | Beker       | Totaal      | Totaal      | Seizoen bij Excelsior | Vorige club      | Contract            |

### Legenda
| # | Reden                                          |
| - | ---------------------------------------------- |
|   | Heeft de club in het lopende seizoen verlaten. |

### Technische staf
| Naam            | Functie           |
| --------------- | ----------------- |
| Mathijs Kreugel | Hoofdtrainer      |
| Marije Brummel  | Assistent-trainer |

## Transfers

### Zomer

#### Aangetrokken 2024/25
| Nat.               | Naam                   | Van              | Contract     | Bijzonderheden |
| ------------------ | ---------------------- | ---------------- | ------------ | -------------- |
| Vlag van Nederland | Jasmijn de Groot       | FC Utrecht       | 30 juni 2025 |                |
| Vlag van Nederland | Anouk van der Klooster | KAA Gent         | 30 juni 2025 |                |
| Vlag van Nederland | Shi-Jona Martina       | PSV              | 30 juni 2025 |                |
| Vlag van Nederland | Yaël Mollink           | AZ               | 30 juni 2025 |                |
| Vlag van Nederland | Nikki Vrij             | Feyenoord        | 30 juni 2025 |                |
| Vlag van Nederland | Mare Westerink         | Sparta Rotterdam | 30 juni 2025 |                |

#### Vertrokken 2024/25
| Nat.               | Naam                     | Naar             | Bijzonderheden |
| ------------------ | ------------------------ | ---------------- | -------------- |
| Vlag van Nederland | Stephanie Coelho Aurélio | NAC Breda        |                |
| Vlag van Nederland | Wendy Balfoort           |                  | Gestopt        |
| Vlag van Nederland | Nikki de Haan            | NAC Breda        |                |
| Vlag van Nederland | Kim Hendriks             | NAC Breda        |                |
| Vlag van Nederland | Rachel Kleine            | BV De Graafschap |                |
| Vlag van Nederland | Fleur Mol                | NAC Breda        |                |
| Vlag van Nederland | Floor Oussoren           | NAC Breda        |                |
| Vlag van Nederland | Isa Pothof               |                  | Gestopt        |
| Vlag van Nederland | Kimberley Smit           | Glasgow City     |                |
| Vlag van Nederland | Lieve van Vliet          |                  | Gestopt        |

### Aangetrokken
| Nat.               | Naam                   | Contract     | Bijzonderheden |
| ------------------ | ---------------------- | ------------ | -------------- |
| Vlag van Nederland | Manoah van Houwelingen | 30 juni 2025 |                |
| Vlag van Nederland | Lenthe Hardiek         | 30 juni 2025 |                |
| Vlag van Nederland | Yasmine de Jong        | 30 juni 2025 |                |
| Vlag van Nederland | Estelle Pereira        | 30 juni 2025 |                |

#### Vertrokken 2024/25
| Nat.               | Naam          | Naar      | Bijzonderheden |
| ------------------ | ------------- | --------- | -------------- |
| Vlag van Nederland | Suus de Blij  | NAC Breda |                |
| Vlag van Tunesië   | Kamar Laamouz | NAC Breda |                |
| Vlag van Nederland | Indy Meerding | NAC Breda |                |

### Winter

#### Aangetrokken 2024/25
| Nat.               | Naam              | Van          | Bijzonderheden |
| ------------------ | ----------------- | ------------ | -------------- |
| Vlag van Nederland | Sophie Frankena   | FC Utrecht   |                |
| Vlag van Tsjechië  | Albína Goretkiová | Slavia Praag |                |
| Vlag van Nederland | Dechamaily Lont   | Feyenoord    | Huur           |

#### Vertrokken 2024/25
| Nat.               | Naam             | Naar      | Bijzonderheden     |
| ------------------ | ---------------- | --------- | ------------------ |
| Vlag van Nederland | Lynn Groenewegen | FC Twente | Transfersom        |
| Vlag van Nederland | Jasmijn de Groot | Gestopt   | Contract ontbonden |

## Wedstrijdstatistieken

### Oefenwedstrijden[38]
| Oefenwedstrijd 1                                                                       | Jong PSV                                                                               | Onbekend         | Excelsior | Opstelling Excelsior |
| 22 juni 2024 Aanvangstijd: 11.30 uur Plaats: Eindhoven PSV Campus De Herdgang          |                                                                                        | Wedstrijdverslag | | Onbekend             |
| Oefenwedstrijd 2                                                                       | VV Ter Leede                                                                           | 0 – 6            | Excelsior | Opstelling Excelsior |
| 6 juli 2024 Aanvangstijd: 12.00 uur Plaats: Sassenheim Sportpark De Roodemolen         |                                                                                        | Wedstrijdverslag | Onbekend | Onbekend             |
| Oefenwedstrijd 3                                                                       | Patro Mechelen                                                                         | 0 – 1            | Excelsior | Opstelling Excelsior |
| 13 juli 2024 Aanvangstijd: 20.00 uur Plaats: Maasmechelen Patro-Stadion                |                                                                                        | Wedstrijdverslag | Onbekend | Onbekend             |
| Oefenwedstrijd 4                                                                       | De Graafschap                                                                          | 0 – 5            | Excelsior | Opstelling Excelsior |
| 17 augustus 2024 Aanvangstijd: 14.00 uur Plaats: Loil Sportpark De Korenakker          |                                                                                        | Wedstrijdverslag | Onbekend | Onbekend             |
| Oefenwedstrijd 5                                                                       | FC Eindhoven AV                                                                        | 1 –4             | Excelsior | Opstelling Excelsior |
| 24 augustus 2024 Aanvangstijd: 14.00 uur Plaats: Eindhoven Sportpark Velddoornweg      | Onbekend                                                                               | Wedstrijdverslag | Onbekend | Onbekend             |
| Oefenwedstrijd 6                                                                       | Excelsior                                                                              | 2 – 3 (2 – 1)    | Sparta Rotterdam | Opstelling Excelsior |
| 31 augustus 2024 Aanvangstijd: 17.00 uur Plaats: Rotterdam Van Donge & De Roo Stadion  | Bonny Lammers Onbekend                                                                 | Wedstrijdverslag | Jade Linthorst Chaia Koller Annick van Boxtel                                                                                         | Onbekend             |
| Oefenwedstrijd 7                                                                       | sc Heerenveen                                                                          | – ( – )          | Excelsior | Opstelling Excelsior |
| 8 september 2024 Aanvangstijd: nnb. Plaats: nnb. nnb.                                  |                                                                                        | Wedstrijdverslag | |                      |
| Oefenwedstrijd 8                                                                       | Excelsior                                                                              | 1 – 2 (0 – 1)    | Fortuna Sittard | Opstelling Excelsior |
| 14 september 2024 Aanvangstijd: 14.30 uur Plaats: Rotterdam Van Donge & De Roo Stadion | Onbekend                                                                               | Wedstrijdverslag | Amber van Heeswijk Isa Dekker | Onbekend             |
| Oefenwedstrijd 9                                                                       | Telstar                                                                                | 2 – 2            | Excelsior | Opstelling Excelsior |
| 21 september 2024 Aanvangstijd: 17.30 uur Plaats: IJmuiden Sportpark Zeewijk           | Jannette van Belen Chinatsu Kira                                                       | Wedstrijdverslag | Onbekend | Onbekend             |
| Oefenwedstrijd 10                                                                      | AZ                                                                                     | 7 – 1            | Excelsior | Opstelling AZ        |
| 27 november 2024 Aanvangstijd: Onbekend Plaats: Wijdewormer AFAS Trainingscomplex      | Desiree van Lunteren Camie Mol Bo op de Weegh Lieke Apeldoorn Fien Schuit Gina Maatman |                  | Onbekend | Onbekend             |
| Oefenwedstrijd 11                                                                      | Excelsior                                                                              | 0 – 9 (0 – 2)    | FC Utrecht | Opstelling Excelsior |
| 11 april 2025 Aanvangstijd: 11:30 uur Plaats: Onbekend                                 |                                                                                        | Wedstrijdverslag | 10' Lobke Loonen 35' Amber Visscher 46' Rosalie Renfurm 66' Naomi Piqué 69' Dieke van Straten 75' Esra Neter 77' Tami Groenendijk 87' | Onbekend             |

### Eredivisie
|       | ADO Den Haag | AFC Ajax | AZ    | Feyenoord | Fortuna Sittard | sc Heerenveen | PEC Zwolle | PSV   | Telstar | FC Twente | FC Utrecht |
| ----- | ------------ | -------- | ----- | --------- | --------------- | ------------- | ---------- | ----- | ------- | --------- | ---------- |
| Thuis | 0 – 4        | 1 – 3    | 1 – 3 | 3 – 5     | 1 – 1           | 1 – 1         | 0 – 3      | 0 – 4 | 1 – 1   | 1 – 10    | 1 – 0      |
| Uit   | 4 – 0        | 3 – 1    | 4 – 0 | 7 – 0     | 0 – 0           | 5 – 1         | 2 – 2      | 4 – 0 | 1 – 1   | 1 – 1     | 2 – 0      |

| Speelronde 1                                                                          | FC Utrecht | 2 – 0 (2 – 0)    | Excelsior | Opstelling Excelsior |
| 28 september 2024 Aanvangstijd: 14.00 uur Plaats: Utrecht Sportcomplex Zoudenbalch    | Nurija van Schoonhoven 20' Lotje de Keijzer 36' Judith Roosjen 82'                                                       | Wedstrijdverslag | Yasmine de Jong Yara Helderman | Van der Klooster, De With ( 62' Mollink), Westerink, Helderman, Van Goch ( 62' De Jong), Hendriks, Homan, Groenewegen, Hardiek ( 73' Vrij), Ellouzi ( 73' Lammers), Breewel ( 62' Martina)        |
| Speelronde 2                                                                          | Excelsior | 1 – 1 (0 – 1)    | sc Heerenveen | Opstelling Excelsior |
| 6 oktober 2024 Aanvangstijd: 12.15 uur Plaats: Rotterdam Van Donge & De Roo Stadion   | Sabrine Ellouzi 80' Yara Helderman 88' Dana Breewel 89'                                                                  | Wedstrijdverslag | 45+1' Evi Maatman 89' Demi Werther | Van der Klooster, Mollink ( 84' De With), Westerink, Helderman, Van Goch ( 46' De Jong), Vrij ( 73' Hardiek), Hendriks ( 61' Breewel), Groenewegen, Martina, Ellouzi, Homan ( 61' Lammers)        |
| Speelronde 3                                                                          | FC Twente | 1 – 1 (0 – 0)    | Excelsior | Opstelling Excelsior |
| 12 oktober 2024 Aanvangstijd: 14.00 uur Plaats: Enschede Sportpark Schreurserve       | Jaimy Ravensbergen 80'                                                                                                   | Wedstrijdverslag | 18' Yara Helderman 54' 84' Lynn Groenewegen 90+6' Lieke de With 90+8' Katelyn Hendriks                                                                                    | Van der Klooster, Van Goch ( 62' De With), Helderman, Westerink, Mollink ( 62' De Jong), Martina, Groenewegen, Vrij ( 62' Breewel), Hendriks, Homan ( 85' De Ridder), Ellouzi ( 90+2' Lammers)    |
| Speelronde 4                                                                          | AZ | 4 – 0 (1 – 0)    | Excelsior | Opstelling Excelsior |
| 19 oktober 2024 Aanvangstijd: 16.30 uur Plaats: Wijdewormer AFAS Trainingscomplex     | Desiree van Lunteren 23', 71' (pen.) Floor Spaan 58'                                                                     | Wedstrijdverslag | 60' Yaël Mollink 70' Mare Westerink 77' Bonny Lammers | Van der Klooster, Mollink ( 66' De With), Helderman ( 66' Lammers), Westerink, Van Goch ( 66' Van der Eijk), De Ridder, Breewel ( 50' Pereira), Vrij ( 46' De Jong), Martina, Ellouzi, Homan      |
| Speelronde 5                                                                          | Excelsior | 0 – 4 (0 – 4)    | PSV | Opstelling Excelsior |
| 2 november 2024 Aanvangstijd: 14.00 uur Plaats: Rotterdam Van Donge & De Roo Stadion  | Yentl van Goch 29' Katelyn Hendriks 73' Estelle Pereira 87'                                                              | Wedstrijdverslag | 30' Riola Xhemaili 35' Nina Nijstad 43' Joëlle Smits 45' Sara Thrige | Van der Klooster, Mollink, De With, Van Goch ( 46' Van der Eijk), De Jong ( 66' Breewel), De Ridder ( 46' Lammers), Hendriks, Vrij ( 46' Van Houwelingen), Martina, Ellouzi ( 76' Pereira), Homan |
| Speelronde 6                                                                          | Telstar | 1 – 1 (1 – 1)    | Excelsior | Opstelling Excelsior |
| 9 november 2024 Aanvangstijd: 16.30 uur Plaats: Velsen-Zuid 711 Stadion               | Isabelle Nottet 26' Puck Donker 35' Nicci Berrevoets 45' Chinatsu Kira 65' Samya Hassani 71'                             | Wedstrijdverslag | 19' Lynn Groenewegen | Van der Klooster, Mollink ( 69' De With), Helderman, Westerink, De Jong ( 23' Van Goch), Hendriks, Breewel ( 69' Pereira), Groenewegen, Martina ( 81' Lammers), Ellouzi, Homan                    |
| Speelronde 7                                                                          | Excelsior | 0 – 3 (0 – 3)    | PEC Zwolle | Opstelling Excelsior |
| 17 november 2024 Aanvangstijd: 12.15 uur Plaats: Rotterdam Van Donge & De Roo Stadion | | Wedstrijdverslag | 1' Sterre Kroezen 35' Sophie van Vugt 38' (pen) Hanna Huizenga | Van der Klooster, Mollink, Helderman, Westerink, Van Goch ( 46' De Jong), Hendriks, Breewel, Groenewegen, Martina ( 72' Van der Eijk), Ellouzi ( 67' Lammers), Homan ( 46' De With)               |
| Speelronde 8                                                                          | Excelsior | 1 – 1 (0 – 1)    | Fortuna Sittard | Opstelling Excelsior |
| 23 november 2024 Aanvangstijd: 16.30 uur Plaats: Rotterdam Van Donge & De Roo Stadion | Chelsea Homan 39' Lieke de With 71' Yara Helderman 87' Yaël Mollink 89'                                                  | Wedstrijdverslag | 57' Sanne Arons 80' Femke Pietersma 88' Femke Prins | Van der Klooster, Mollink, Helderman, Westerink, De Jong ( 46' Van Goch), Hendriks ( 69' Vrij), Breewel ( 46' Van der Eijk), Groenewegen, Martina ( 46' De With), Lammers, Homan                  |
| Speelronde 9                                                                          | ADO Den Haag | 4 – 0 (3 – 0)    | Excelsior | Opstelling Excelsior |
| 8 december 2024 Aanvangstijd: 12.15 uur Plaats: Den Haag Bingoal Stadion              | Manon van Raay 27' Floortje Bol 34' Iris Remmers 35' Louise van Oosten 54' 63'                                           | Wedstrijdverslag | 45' Yentl van Goch | Van der Klooster, Mollink ( 61' De With), Helderman, Westerink ( 83' Westerink), Van Goch ( 61' Vrij), Hendriks, Breewel, Groenewegen, Martina ( 69' Lammers), Ellouzi, Homan                     |
| Speelronde 10                                                                         | Excelsior | 3 – 5 (1 – 1)    | Feyenoord | Opstelling Excelsior |
| 15 december 2024 Aanvangstijd: 16.45 uur Plaats: Rotterdam Van Donge & De Roo Stadion | Sabrine Ellouzi 45' Yentl van Goch 60' Yara Helderman 80' 90+4' Dana Breewel 86' Jacintha Weimar 90+5' (e.d.)            | Wedstrijdverslag | 45' Tess van Bentem 42' Esmee de Graaf 46', 84' Toko Koga 61' Ella Van Kerkhoven 80' Dechamaily Lont 90+6' Jada Conijnenberg                                              | Van der Klooster, Mollink ( 73' Breewel), Helderman, Westerink ( 73' Lammers), Van Goch ( 60' De Jong), De With, Hendriks, Groenewegen, Martina, Ellouzi, Homan ( 64' Vrij)                       |
| Speelronde 11                                                                         | Ajax | 3 – 1 (3 – 1)    | Excelsior | Opstelling Excelsior |
| 22 december 2024 Aanvangstijd: 16.45 uur Plaats: Amsterdam Sportpark De Toekomst      | Danique Tolhoek 14' Quinty Sabajo 25', 29'                                                                               | Wedstrijdverslag | 17' Sabrine Ellouzi 19' Yentl van Goch | Van der Klooster, Mollink ( 46' De Raaff), De Ridder, Westerink, Van Goch ( 46' Vrij), De With, Hendriks ( 88' Van de Burgt), Groenewegen, Martina ( 46' Lammers), Ellouzi, Homan ( 66' Breewel)  |
| Speelronde 12                                                                         | PSV | 4 – 0 (3 – 0)    | Excelsior | Opstelling Excelsior |
| 18 januari 2025 Aanvangstijd: 16.30 uur Plaats: Eindhoven PSV Campus De Herdgang      | Joëlle Smits 6' Melanie Bross 24' Lore Jacobs 27' Ranneke Derks 65'                                                      | Wedstrijdverslag | | Van der Klooster, Mollink ( 46' De Ridder), Helderman, Westerink, De With, Hendriks ( 86' Hardiek), Breewel ( 46' Lammers), Vrij ( 34' Van Goch), Martina ( 86' Van der Eijk), Ellouzi, Homan     |
| Speelronde 13                                                                         | Excelsior | 1 – 1 (0 – 0)    | Telstar | Opstelling Excelsior |
| 25 januari 2025 Aanvangstijd: 16.30 uur Plaats: Rotterdam Van Donge & De Roo Stadion  | Sabrine Ellouzi 77' Lieke de With 79' Yara Helderman 87'                                                                 | Wedstrijdverslag | 69' Jannette van Belen 80' Puck Donker | Van der Klooster, De With, Helderman, Westerink, Van Goch ( 50' Mollink), Hendriks, Lammers ( 62' Van der Eijk), Vrij ( 62' De Ridder), Martina ( 62' Breewel), Ellouzi, Homan                    |
| Speelronde 14                                                                         | sc Heerenveen | 5 – 1 (3 – 0)    | Excelsior | Opstelling Excelsior |
| 1 februari 2025 Aanvangstijd: 14.00 uur Plaats: Heerenveen Sportpark Skoatterwald     | Aymee Altena 9' Eef Kerkhof 13' Elfi Maass 21' Eef Smits 62' Jet van Beijeren 79' 90+7'                                  | Wedstrijdverslag | 78' (e.d.) Fenna Meijer | Van der Klooster, De With ( 59' De Ridder), Helderman, Westerink, Van Goch ( 74' Hardiek), Hendriks, Lammers ( 59' Pereira), Vrij ( 74' Mollink), Martina, Ellouzi, Homan ( 45' Breewel)          |
| Speelronde 15                                                                         | Excelsior | 1 – 0 (1 – 0)    | FC Utrecht | Opstelling Excelsior |
| 9 februari 2025 Aanvangstijd: 14.30 uur Plaats: Rotterdam Van Donge & De Roo Stadion  | Sabrine Ellouzi 24' 89'                                                                                                  | Wedstrijdverslag | 37' Ilse van der Zanden 57' Maxime Snellenberg 90+3' Dieke van Straten | Van der Klooster, De Ridder, Helderman, Westerink, Van Goch, Martina ( 64' Lammers), Hendriks, Vrij, Homan, Lont ( 64' Van der Eijk), Ellouzi                                                     |
| Speelronde 16                                                                         | PEC Zwolle | 2 – 2 (1 – 0)    | Excelsior | Opstelling Excelsior |
| 1 maart 2025 Aanvangstijd: 16.30 uur Plaats: Zwolle MAC³PARK stadion                  | Sterre Kroezen 25' Mayke Lindner 57' Senne van de Velde 81' Jim Brinkhof 90' Melissa Schilder 90+3' Sanne Davelaar 90+6' | Wedstrijdverslag | 42' Yara Helderman 49' Chelsea Homan 56' Sabrine Ellouzi | Van der Klooster, De With ( 69' Vrij), Helderman, Westerink, Van Goch, De Ridder, Hendriks, Martina, Ellouzi ( 90+1' Breewel), Homan, Lont ( 83' Lammers)                                         |
| Speelronde 17                                                                         | Excelsior | 0 – 4 (0 – 3)    | ADO Den Haag | Opstelling Excelsior |
| 9 maart 2025 Aanvangstijd: 16.45 uur Plaats: Rotterdam Van Donge & De Roo Stadion     | | Wedstrijdverslag | 31' Cheyenne van den Goorbergh 44', 87' Manon van Raay 45+1' Kayra Nelemans                                                                                               | Van der Klooster, Vrij ( 72' Breewel), Helderman, De Ridder ( 46' De With), Westerink, Van Goch ( 58' Mollink), Martina, Hendriks, Ellouzi ( 46' Goretkiová), Homan, Lont                         |
| Speelronde 18                                                                         | Fortuna Sittard | 0 – 0 (0 – 0)    | Excelsior | Opstelling Excelsior |
| 23 maart 2025 Aanvangstijd: 16.45 uur Plaats: Sittard Fortuna Sittard Stadion         | Amber van Heeswijk 36' Moïsa van Koot 90+4'                                                                              | Wedstrijdverslag | 90+5' Sabrine Ellouzi | Van der Klooster, Mollink, Helderman, Westerink, De With, Martina, Breewel ( 66' Van der Eijk), Vrij, Homan, Ellouzi, Lont ( 66' Goretkiová)                                                      |
| Speelronde 19                                                                         | Excelsior | 1 – 10 (0 – 6)   | FC Twente | Opstelling Excelsior |
| 29 maart 2025 Aanvangstijd: 16.30 uur Plaats: Rotterdam Van Donge & De Roo Stadion    | Albína Goretkiová 42' Shi-Jona Martina 62' Yaël Mollink 71'                                                              | Wedstrijdverslag | 21' Lieske Carleer 23', 27' Danique van Ginkel 39', 41' Leonie Vliek 45+4', 53', 70' Jaimy Ravensbergen 59' Lynn Groenewegen 90+1' Imre van der Vegt 90+3' Nikée van Dijk | Van der Klooster, De With ( 64' Van Houwelingen), Helderman, Westerink ( 39' Goretkiová), Van Goch ( 46' Mollink), Martina, Ridder, Vrij, Homan, Ellouzi ( 64' Lammers), Lont                     |
| Speelronde 20                                                                         | Excelsior | 1 – 3 (0 – 2)    | AZ | Opstelling Excelsior |
| 19 april 2025 Aanvangstijd: 16.30 uur Plaats: Rotterdam Van Donge & De Roo Stadion    | Anouk van der Klooster 27' Mare Westerink 76' Chelsea Homan 79'                                                          | Wedstrijdverslag | 12', 27' 79' Desiree van Lunteren 86' Isa Colin | Van der Klooster, De With, Helderman, Westerink, Van Goch, De Ridder, Breewel ( 59' Mollink), Vrij, Lont ( 67' Lammers), Ellouzi, Homan                                                           |
| Speelronde 21                                                                         | Feyenoord | 7 – 0 (1 – 0)    | Excelsior | Opstelling Excelsior |
| 3 mei 2025 Aanvangstijd: 14.00 uur Plaats: Rotterdam De Kuip                          | Celainy Obispo 34' Yaël Mollink 52' (e.d.) Esmee de Graaf 60' Jarne Teulings 71', 77', 90+1' Zera Hulswit 86'            | Wedstrijdverslag | | Van der Klooster, De With ( 75' Hardiek), Helderman, Westerink, Van Goch, Vrij ( 46' Mollink), Hendriks ( 56' Martina), De Ridder, Lont ( 75' Breewel), Ellouzi, Homan                            |
| Speelronde 22                                                                         | Excelsior | 1 – 3 (1 – 0)    | Ajax | Opstelling Excelsior |
| 17 mei 2025 Aanvangstijd: 14.00 uur Plaats: Rotterdam Sportpark Duivesteijn           | Dana Breewel 30' | Wedstrijdverslag | 52' Lily Yohannes 85' 90+5' Rosa van Gool 90+1' Bo van Egmond | Van der Klooster, Vrij, Helderman, Westerink, Van Goch, Hendriks ( 46' Lont) ( 80' Mollink), Lammers, De Ridder, Martina ( 71' Martina), Breewel ( 71' Van der Eijk), Homan                       |

### KNVB Beker
| Achtste Finales                                                                       | Excelsior                                                                             | 2 – 2 (2 – 0) (2 – 4 na verlenging) | Feyenoord                                                                                         | Opstelling Excelsior |
| 15 februari 2025 Aanvangstijd: 17.00 uur Plaats: Rotterdam Van Donge & De Roo Stadion | Dechamaily Lont 19' Katelyn Hendriks 44' 86' Chelsea Homan 105+5' Yara Helderman 110' | Wedstrijdverslag                    | 64', 109' Mao Itamura 75' Ella Van Kerkhoven 112' Esther Buabadi 120+1' Kirsten van de Westeringh | Van der Klooster, Vrij ( 114' Van de Burgt), Helderman, Westerink ( 72' De With), Van Goch ( 97' Mollink), De Ridder, Martina, Hendriks, Lont ( 69' Lammers), Homan, Ellouzi ( 95' Breewel) |

## Statistieken Excelsior 2024/2025

### Tussenstand Excelsior in de Nederlandse Eredivisie Vrouwen 2024 / 2025
| Stand | Gespeeld | Gewonnen | Gelijk | Verloren | Punten | Doelpunten voor | Doelpunten tegen | Gele kaarten | Rode kaarten |
| ----- | -------- | -------- | ------ | -------- | ------ | --------------- | ---------------- | ------------ | ------------ |
| 12e   | 22       | 1        | 7      | 14       | 10     | 16              | 68               | 27           | 3            |

### Topscorers
| #              | Naam                         | Goal |
| -------------- | ---------------------------- | ---- |
| 1.             | Sabrine Ellouzi              | 6    |
| 2.             | Lynn Groenewegen             | 2    |
| 2.             | Chelsea Homan                | 2    |
| 4.             | Dana Breewel                 | 1    |
| 4.             | Yara Helderman               | 1    |
| 4.             | Shi-Jona Martina             | 1    |
| 4.             | Mare Westerink               | 1    |
| Eigen doelpunt |                              |      |
| 1.             | Fenna Meijer (sc Heerenveen) | 1    |
| 1.             | Jacintha Weimar (Feyenoord)  | 1    |
| Totaal         | Totaal                       | 16   |

| #      | Naam             | Goal |
| ------ | ---------------- | ---- |
| 1.     | Katelyn Hendriks | 1    |
| 1.     | Dechamaily Lont  | 1    |
| Totaal | Totaal           | 2    |

| #      | Naam          | Goal |
| ------ | ------------- | ---- |
| 1.     | Bonny Lammers | 1    |
|        | Onbekend      | 18   |
| Totaal | Totaal        | 19   |

### Kaarten
| #      | Naam                   | Kreeg geel |
| ------ | ---------------------- | ---------- |
| 1.     | Yara Helderman         | 6          |
| 2.     | Yentl van Goch         | 4          |
| 3.     | Yaël Mollink           | 3          |
| 3.     | Lieke de With          | 3          |
| 5.     | Dana Breewel           | 2          |
| 5.     | Sabrine Ellouzi        | 2          |
| 7.     | Albína Goretkiová      | 1          |
| 7.     | Katelyn Hendriks       | 1          |
| 7.     | Chelsea Homan          | 1          |
| 7.     | Yasmine de Jong        | 1          |
| 7.     | Anouk van der Klooster | 1          |
| 7.     | Bonny Lammers          | 1          |
| 7.     | Estelle Pereira        | 1          |
| Totaal | Totaal                 | 27         |

| #      | Naam             | Kreeg voor de tweede keer geel en dus rood |
| ------ | ---------------- | ------------------------------------------ |
| 1.     | Katelyn Hendriks | 1                                          |
| Totaal | Totaal           | 1                                          |

| #      | Naam             | Weggestuurd |
| ------ | ---------------- | ----------- |
| 1.     | Lynn Groenewegen |             |
| 1.     | Mare Westerink   |             |
| Totaal | Totaal           | 2           |

## Voetnoten
ADO Den Haag · 
Ajax · 
AZ · 
Excelsior · 
Feyenoord · 
Fortuna Sittard · 
sc Heerenveen · 
PEC Zwolle · 
PSV · 
Telstar · 
FC Twente · 
FC Utrecht